# Colle dell'Izoard
Il Colle dell'Izoard (in francese Col de l'Izoard - 2.361 m s.l.m.) è un valico alpino situato nel dipartimento francese
 delle Alte Alpi, al centro del massiccio del Queyras nelle Alpi Cozie. Collega Briançon a nord-ovest con Château-Ville-Vieille a sud-est.

## Caratteristiche

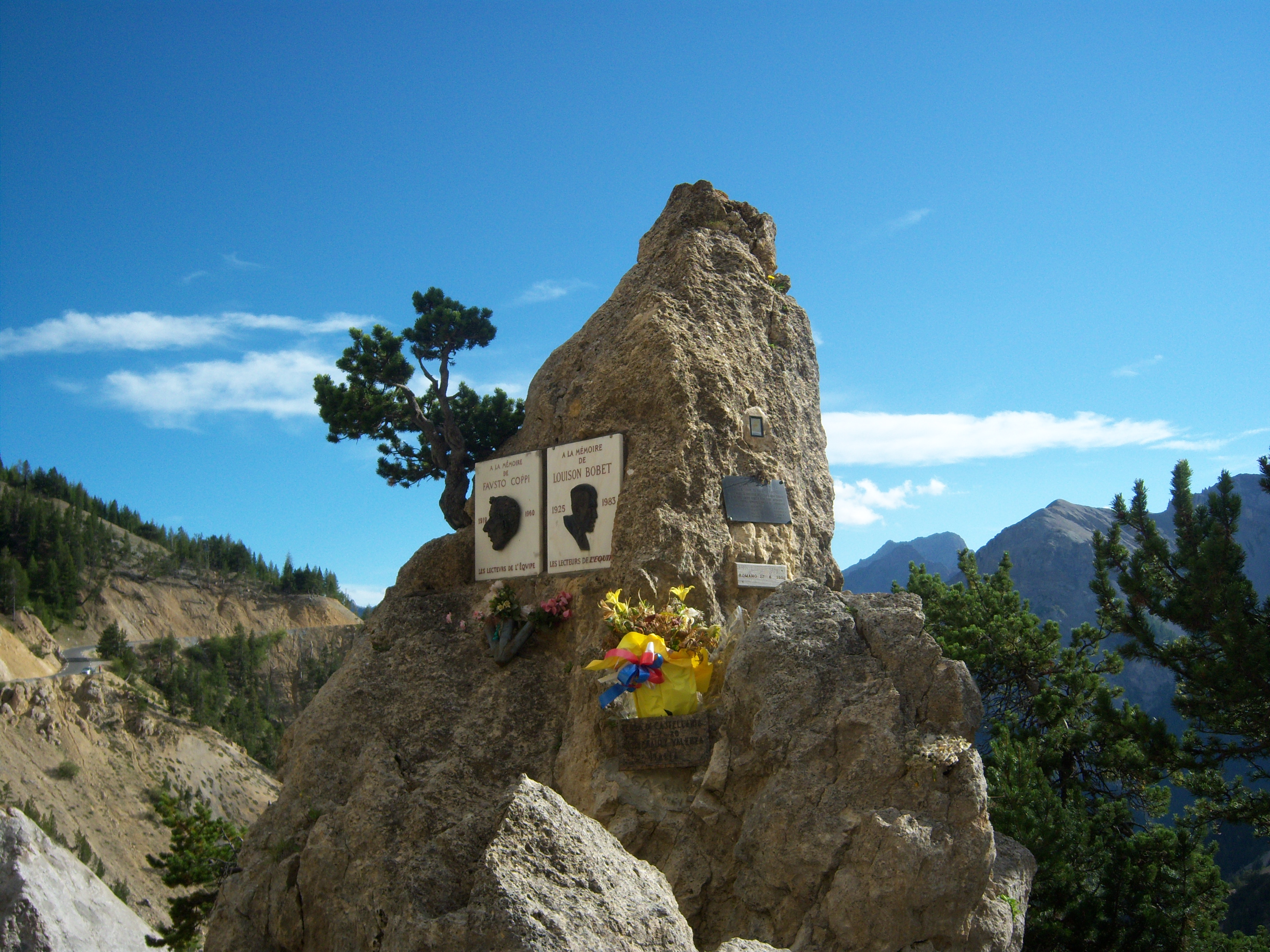
Il monumento a Coppi e Bobet presso la Casse Deserte

Percorso dalla Route des Grandes Alpes, nel versante nord del colle si trova il Refuge Napoléon (2.280 m), ed è famoso per un'area sul versante meridionale chiamata Casse Déserte, una zona estremamente rocciosa descritta da alcuni come lunare.
La strada è stata aperta nel 1893 dal generale Baron-Berge, al quale è dedicato il memoriale eretto nel 1934. In una piazzola panoramica affacciata sulla Casse Déserte due targhe sono fissate sulla roccia dedicate alla gloria di Fausto Coppi e di Louison Bobet. Al colle è possibile approfittare di un percorso cicloturistico e visitare il museo.

## Ciclismo
Il Colle spesso è stato inserito nel percorso del Tour de France e occasionalmente anche in quello del Giro d'Italia.
Il campionissimo Fausto Coppi e lo svizzero Pascal Richard sono stati sinora gli unici corridori a transitare per primi in vetta al colle sia al Tour sia al Giro. Coppi compì l'impresa nel Giro e nel Tour del 1949; nel Giro il suo passaggio in solitaria avvenne durante la leggendaria tappa Cuneo-Pinerolo, nella quale sconfisse Bartali e conquistò la maglia rosa.
- Elenco dei ciclisti arrivati per primi in vetta al colle durante il Tour de France:

| Anno | Nome                | Nazionalità |
| ---- | ------------------- | ----------- |
| 2019 | Damiano Caruso      | Italia      |
| 2017 | Warren Barguil      | Francia     |
| 2014 | Joaquim Rodríguez   | Spagna      |
| 2011 | Maksim Iglinskij    | Kazakistan  |
| 2006 | Stefano Garzelli    | Italia      |
| 2003 | Aitor Garmendia     | Spagna      |
| 2000 | Santiago Botero     | Colombia    |
| 1993 | Claudio Chiappucci  | Italia      |
| 1989 | Pascal Richard      | Svizzera    |
| 1986 | Eduardo Chozas      | Spagna      |
| 1976 | Lucien Van Impe     | Belgio      |
| 1975 | Bernard Thévenet    | Francia     |
| 1973 | José Manuel Fuente  | Spagna      |
| 1972 | Eddy Merckx         | Belgio      |
| 1965 | Joaquim Galera      | Spagna      |
| 1960 | Imerio Massignan    | Italia      |
| 1958 | Federico Bahamontes | Spagna      |
| 1956 | Valentin Huot       | Francia     |
| 1954 | Louison Bobet       | Francia     |
| 1953 | Louison Bobet       | Francia     |
| 1951 | Fausto Coppi        | Italia      |
| 1950 | Louison Bobet       | Francia     |
| 1949 | Fausto Coppi        | Italia      |
| 1948 | Gino Bartali        | Italia      |
| 1947 | Jean Robic          | Francia     |
| 1939 | Sylvère Maes        | Belgio      |
| 1938 | Gino Bartali        | Italia      |
| 1937 | Julián Berrendero   | Spagna      |
| 1936 | Sylvère Maes        | Belgio      |
| 1927 | Nicolas Frantz      | Lussemburgo |
| 1926 | Bartolomeo Aymo     | Italia      |
| 1925 | Bartolomeo Aymo     | Italia      |
| 1924 | Nicolas Frantz      | Lussemburgo |
| 1923 | Henri Pélissier     | Francia     |
| 1922 | Philippe Thijs      | Belgio      |

- Elenco dei ciclisti arrivati per primi in vetta al colle durante il Giro d'Italia:

| Anno | Nome                 | Nazionalità |
| ---- | -------------------- | ----------- |
| 2007 | Danilo Di Luca       | Italia      |
| 2000 | Francesco Casagrande | Italia      |
| 1996 | Pascal Richard       | Svizzera    |
| 1994 | Marco Pantani        | Italia      |
| 1982 | Lucien Van Impe      | Belgio      |
| 1964 | Franco Bitossi       | Italia      |
| 1949 | Fausto Coppi         | Italia      |

## Galleria d'immagini

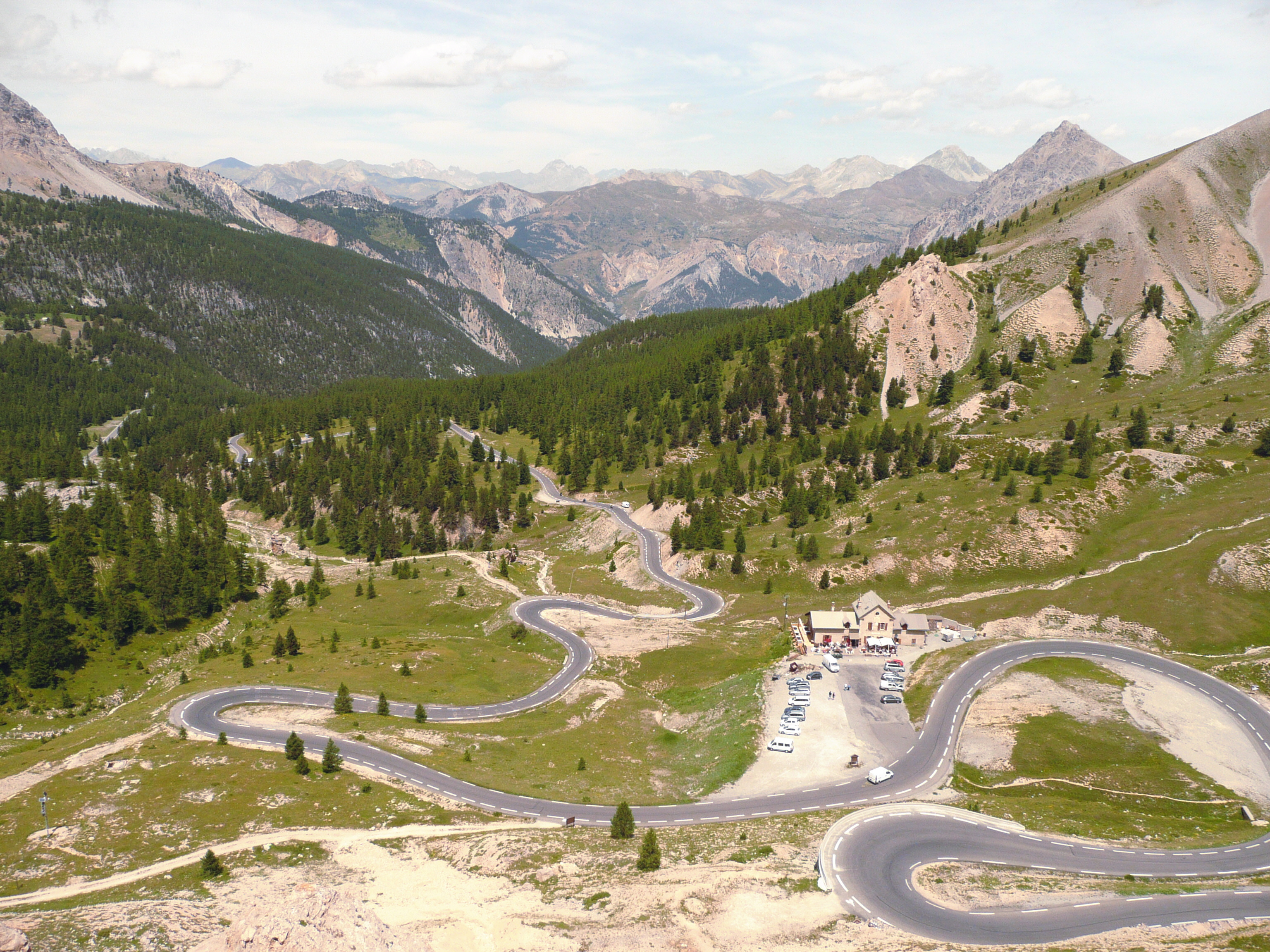
Strada di accesso
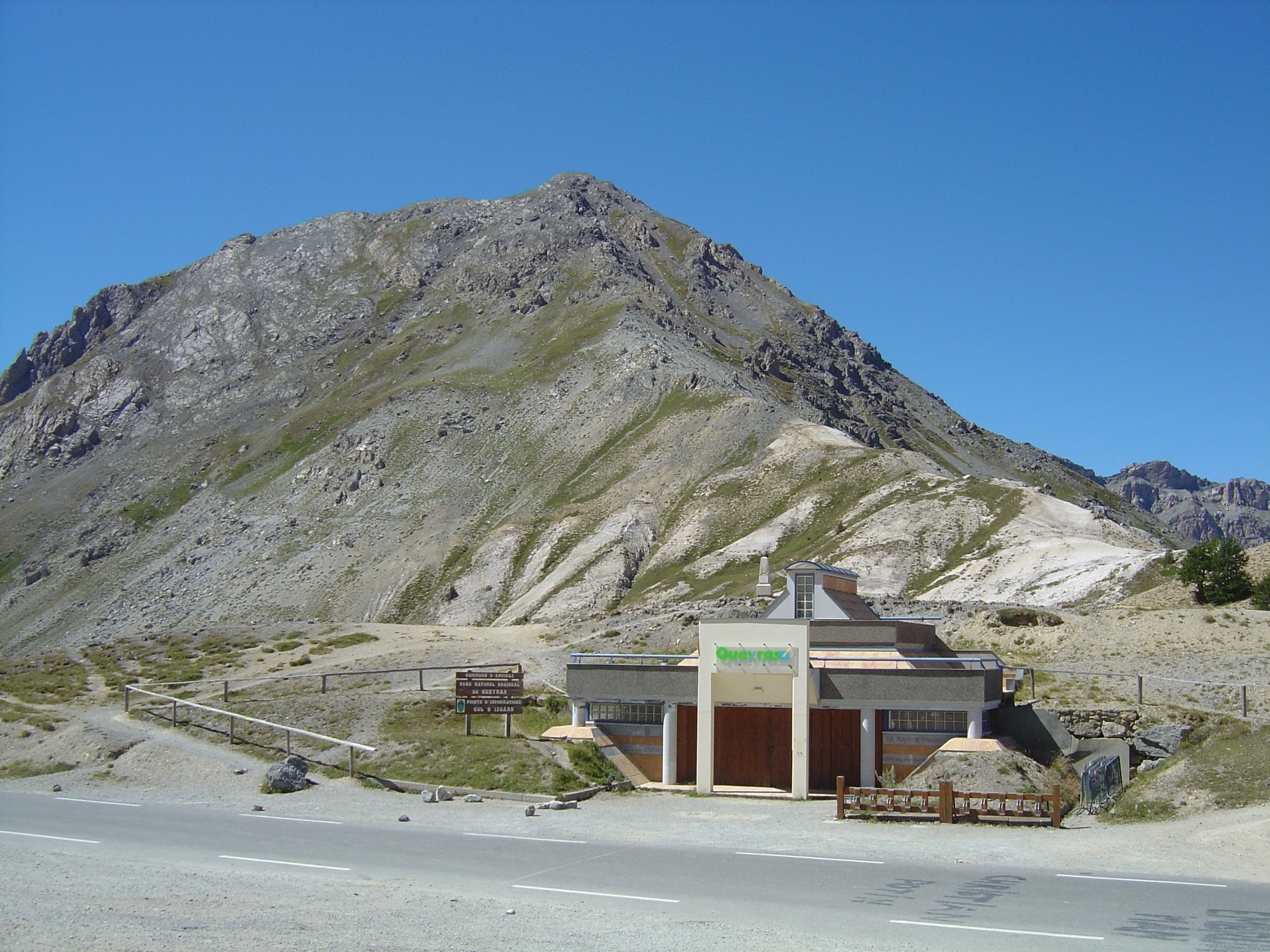
Sommità del passo
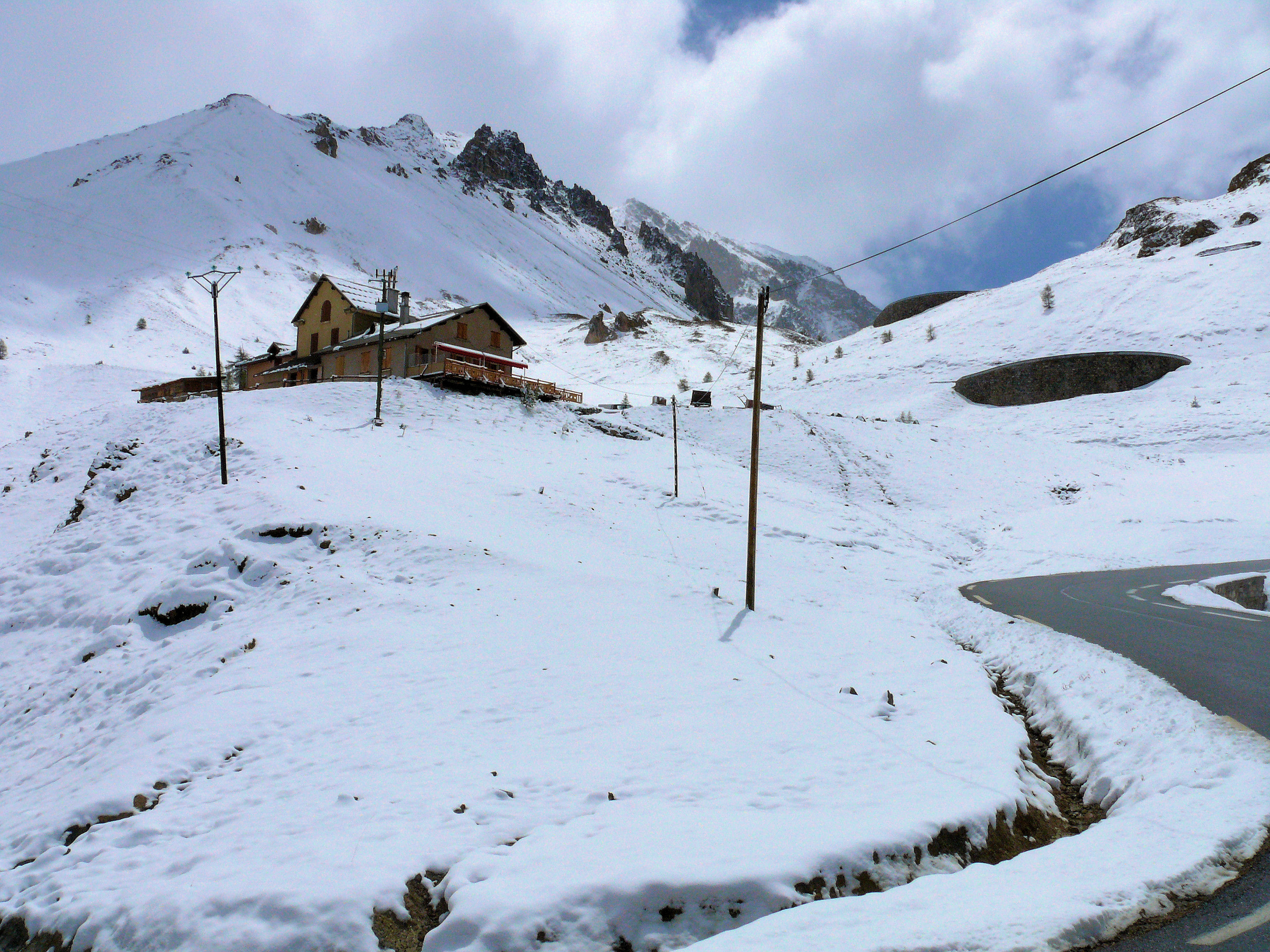
Il Rifugio Napoleon
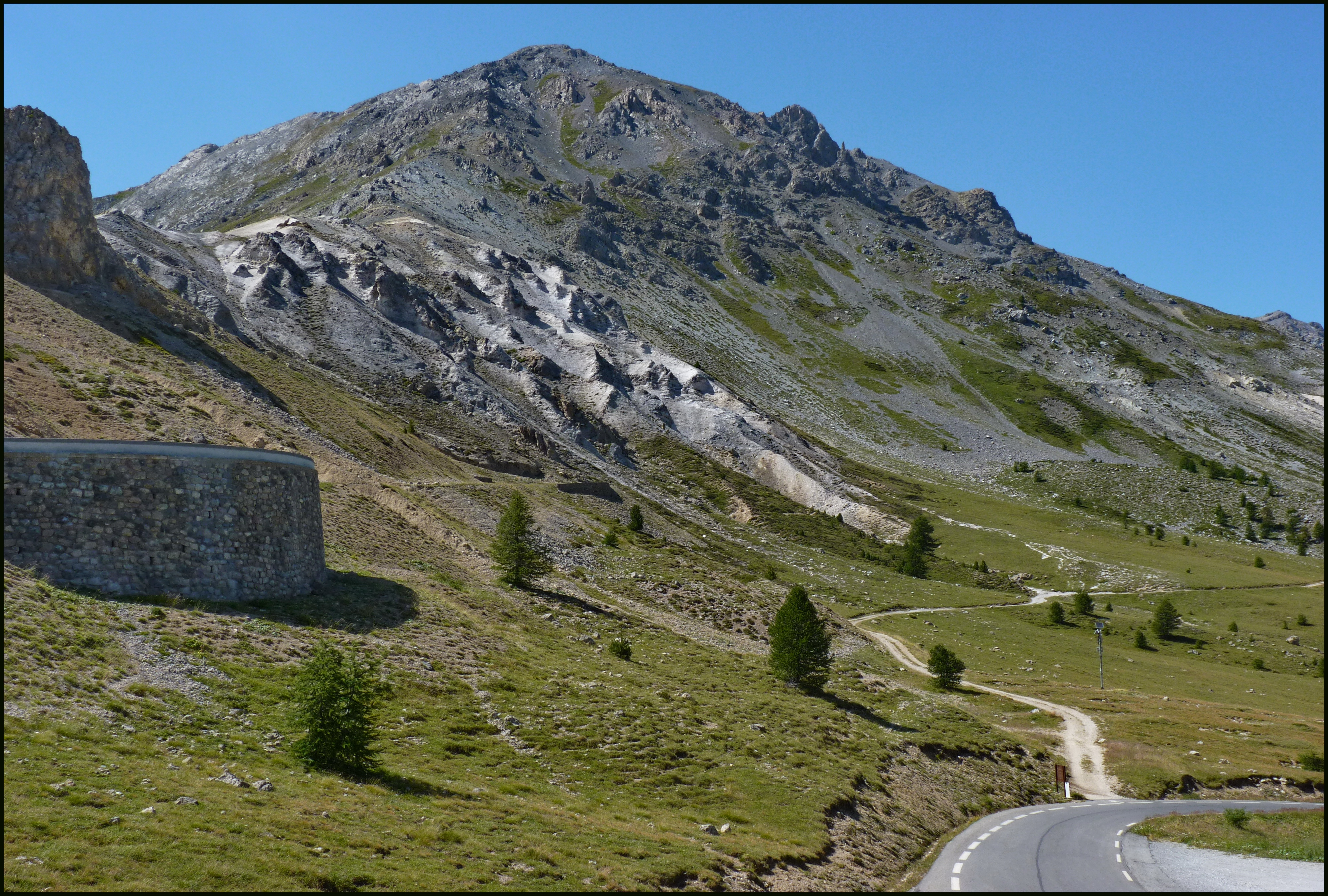
Lato nord
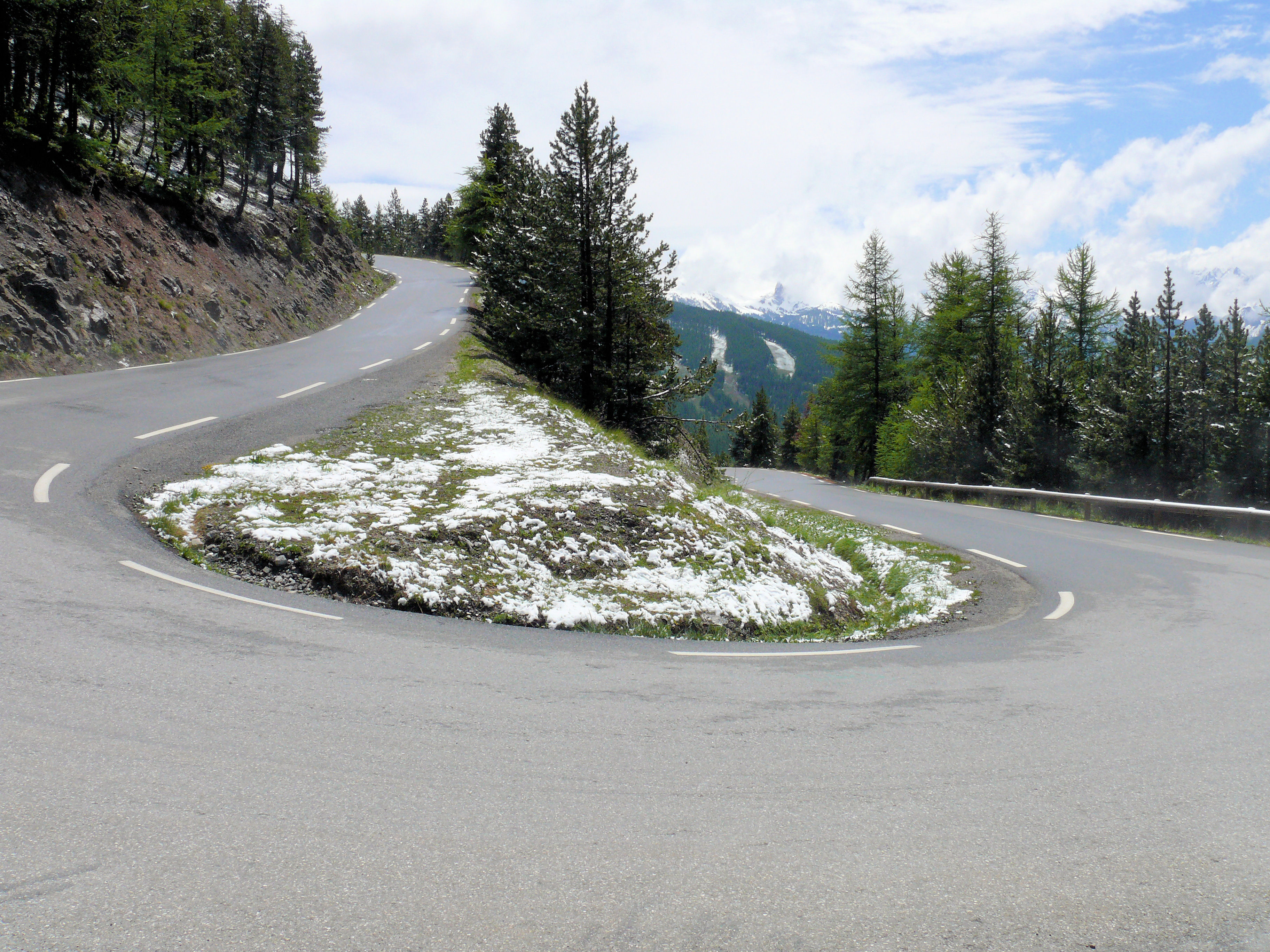
Tornante